# 塩化ベンゼンジアゾニウム
塩化ベンゼンジアゾニウム（英語:Benzenediazonium chloride）は、化学式[C6H5N2]Clで表される有機化合物である。ジアゾニウムイオンと塩化物イオンの塩である。極性溶媒に可溶な無色の固体として存在する。アリールジアゾニウム化合物の代表であり、アゾ染料の製造に用いられる。

## 合成法

### 方法1
通常はジアゾ化と呼ばれる方法で合成される。氷で冷やしたアニリンを塩酸で中和させてアニリン塩酸塩を作る。この溶液を5°C以下で亜硝酸と反応させると塩化ベンゼンジアゾニウムが生成する。
{\displaystyle {\ce {C6H5NH2\ + HNO2\ + HCl -> \ [C6H5N2]Cl\ + 2 H2O}}}
この反応では不安定な亜硝酸の代わりに亜硝酸ナトリウムなどの亜硝酸塩を用いることもできる。この場合生成するのは水とその陽イオンの塩化物となる。この反応は分解を避けるため5°C以下の低温で行われなければならない。このように高温では不安定であるため、この化合物の直接的な工業利用はできない。
{\displaystyle {\ce {C6H5N^{+}\equiv NCl^{-}\ +H2O->C6H5OH\ +HCl\ +N2\uparrow }}}

### 方法2
塩化ベンゼンジアゾニウムは亜硝酸エステルとアニリンを塩酸の存在下で反応させることでも作ることができる。亜硝酸エステルはアルコールと亜硝酸から作ることができる。
{\displaystyle {\ce {C5H11ONO\ + HCl\ + C6H5NH2 -> \ [C6H5N2]Cl\ + C5H11OH\ + H2O}}}

## 物理的性質
塩化ベンゼンジアゾニウムは無色透明な結晶である。水に溶け易いが、アルコールには難溶である。空気に触れることで分解して褐色になる。

## 化学的性質
ジアゾ基（N=N結合）はいろいろなフェニル化合物の誘導体で置換される。
{\displaystyle {\ce {C6H5N^+ \ + Nu^- -> C6H5Nu\ + N2}}}
この変換は多くの人名反応と関係がある。例えばシーマン反応やザンドマイヤー反応、ゴンバーグ・バックマン反応などである。また窒素も多くの化合物やイオンで置き換えられる。例えばハロゲン化物や{\displaystyle {\ce {SH^-}}}、{\displaystyle {\ce {CO2H^-}}}、{\displaystyle {\ce {OH^-}}}などである。この化合物は染料を作るためにジアゾカップリングをする前段階の物質として多く用いられている。
{\displaystyle {\ce {C6H5N^{+}\equiv NCl^{-}\ +C6H5ONa->C6H5N=NC6H5OH\ +NaCl}}}
（ナトリウムフェノキシドについては英語版も参照）

## アゾ染料の色
他のフェノール類と反応させると異なる色ができる。フェノールと反応した時にできるp-フェニルアゾフェノールは橙色、o-クレゾールと反応した時にできる2-メチル-4-フェニルアゾフェノール（{\displaystyle {\ce {C6H3OHCH3N=NC6H5}}}）は黄色、1-ナフトール（英語版）と反応した時にできる4-フェニルアゾ-1-ナフトール（{\displaystyle {\ce {C6H2(OH)C6H4N=NC6H5}}}）は茶色、2-ナフトール（英語版）と反応した時にできる1-フェニルアゾ-2-ナフトール（{\displaystyle {\ce {C6H4C6H2(OH)N=NC6H5}}}）は赤色、サリチル酸と反応した時にできる5-フェニルアゾサリチル酸（{\displaystyle {\ce {C6H3OHCOOHN=NC6H5}}}）は薄い黄色になる。

## 安全性
塩化ベンゼンジアゾニウムを扱う人は化合物の激しい分解に注意すべきである。